# 닷 (기업)
주식회사 닷(Dot Inc.)는 2015년 김주윤, 성기광, 주재성 공동 창업자가 설립한 대한민국 서울에 본사를 둔 기술 기업이다. 2014년 용인시가 주최한 IoT 창업경진대회에서 대상을 수상하고, KBS의 스타트업 경연 프로그램인 황금의 펜타곤 시즌2에서 8주차 우승을 거두며 본격적으로 사업화에 나섰다. 2015년 4월 3일 법인 설립 이후, 점자 디스플레이 기술을 활용한 혁신적인 제품 개발을 목표로 연구개발을 시작했다.
가장 먼저 선보인 제품은 세계 최초의 점자 스마트워치인 닷워치(Dot Watch)였다. 2016년 프로토타입이 완성된 후 당해년도에 시제품이 출시되었고, CNN과 BBC 등 주요 해외 언론에서 먼저 소개되며 큰 관심을 받았다. 42mm 크기에 두께 12mm의 원형 디자인에 Dot Cell(D1) 4개를 탑재한 이 워치는 블루투스를 통해 스마트폰과 연동되어 실시간 문자 및 간단한 알림을 점자로 전달하는 기능을 제공했다. 출시 전부터 전 세계적으로 13만 대 이상의 선주문을 기록했으며, 2017년부터 배송을 시작했다. 당시 시장에서 유일한 디지털 점자 워치였음에도 불구하고 300달러 수준의 합리적인 가격 책정으로 저렴한 가격대에 접근성을 높였다는 평가를 받았다.
닷은 닷워치 출시 이후 빠르게 성장하며 대한민국을 대표하는 소셜 벤처로 자리잡았다. 미국의 B 코퍼레이션(B Corp) 인증을 획득하고, 자체 개발한 Dot Cell(D2) 기술을 고도화하여 닷패드(Dot Pad) 양산에도 성공했다. 이를 기반으로 닷 캔버스(Dot Canvas) 소프트웨어와 닷패드를 연동한 혁신적인 배리어프리 키오스크(Barrier-Free Kiosk) 솔루션, 닷 키오스크(Dot Kiosk)을 개발했다. 이 키오스크는 평창 동계올림픽에서 처음 선보였으며, 자동 높이 조절, 점자 및 촉각 디스플레이, 음성 안내 기능을 탑재해 공항, 교통 허브, 박물관, 공공기관 등에 시범 설치되어 호평을 받았다.
2022년부터 닷패드에 탑재된 AI 이미지 프로세서를 통해 지도, 도표, 그림, 손글씨, 서명 등 시각 정보를 즉시 촉각 콘텐츠로 변환하는 혁신적 기능이 구현됐다. 미국의 APH(American Printing House for the Blind) 및 HumanWare와 협력해 Monarch 프로젝트에 참여하며, 미국 교육청에 공급되는 Monarch 기기의 설계와 생산을 담당하고 있다.
2023년에는 닷패드가 출시되며 회사의 기술적 전환점을 맞이했다. TechCrunch 등 해외 언론은 닷패드를 “세계 최초의 실시간 텍스트·그래픽 촉각 디스플레이”로 소개했다. 이 제품은 2,400개의 핀과 20셀 점자 디스플레이, iOS의 VoiceOver와 완벽히 연동되는 AI 기반 이미지 프로세서를 탑재하고, 블루투스 및 USB‑C 연결을 지원하며 무게는 약 1.2kg, 최대 11시간의 배터리 지속 시간을 갖췄다. 공식 발표에서는 “아이폰 및 아이패드의 모든 시각 정보를 실시간으로 촉각으로 변환해 제공할 수 있는 세계 최초의 기기”로 명시됐다.
닷패드가 시장에 출시된 직후 CES 2023에서 ‘Best of Innovation’ 상을 수상했으며, Sight Tech Global에서 The Dot Pad: How the Bible Inspired a Breakthrough 세션을 열고 기술력을 선보였다. 월스트리트 저널(WSJ)은 닷패드의 “2,400개의 핀 시스템이 이미지·그래프·애니메이션까지 지원해 시각장애 학생들의 교육 접근성을 혁신하고 있다”고 보도했다. 닷은 또한 FDA 의료기기 등록을 진행해 보험 적용 가능성도 모색 중이다.
2024년에는 미국 WEBTOON과 협력해 미리암 보나스트레 투르 작가(Míriam Bonastre Tur)의 Hooky, 이동건 작가의 유미의 세포들을 닷패드로 서비스하며 미국 점자 도서관에 콘텐츠를 제공했다. 2025년에는 마이크로소프트와 AI 기반 이미지 인식 및 변환 프로젝트를 공동 발표하고, Dot Vista를 출시하며 하드웨어와 소프트웨어의 융합을 강화했다. 같은 해 5월, 닷은 Microsoft Build 2025의 공식 발표자로 참여해 Visual Studio 및 Azure 기반의 AI‑촉각 통합 콘텐츠 개발 전략을 공개하며 글로벌 IT 플랫폼과의 협력 가능성을 입증했다.
현재는 “하드웨어·소프트웨어·AI·플랫폼”을 통합하는 촉각 디스플레이 중심의 플랫폼 기업으로 거듭나고 있다. 현재 약 70명의 직원과 150여 개의 특허 포트폴리오를 보유하고 있으며, 전 세계 NGOs, 공공기관, 기술 기업들과 협력해 공항, 박물관, 교육기관, 도서관, 법률/법정 접근성 개선 등 다양한 분야에서 솔루션을 실증하고 있다. 2024년에는 예비 유니콘으로 선정되며, 2025년에는 삼성증권으로 코스닥 상장을 준비중이다. 그 외에도 다양한 사회적 공헌 활동과 관련하여 사회적가치연구원(CSES) 주최로 대한상공회의소 B2 국제회의장에서 열린 SPC(Shared-Value Platform for Change) 10주년 기념행사에서 사회문제 해결을 위한 혁신성과 공로를 인정받아 ‘사회문제 이노베이터상’을 수상한 바 있다.